# 항설백물어
《항설백물어》 혹은 《항간에 떠도는 100가지 이야기》(일본어: 巷説百物語, こうせつひゃくものがたり)는 일본의 쿄고쿠 나츠히코의 시대소설 및 그 시리즈 명. 계간 요괴 잡지 《괴》(카도카와 쇼텐)에 연재하기 시작하여, 2006년 이후에는 시리즈 4탄인 《전항설백물어(前巷説百物語)》가 같은 잡지에 연재되었다. 2001년에 만화화, 2003년에 애니메이션화, 2000년·2005년·2006년에 TV 드라마화되었다. 속편인 《속항설백물어(続巷説百物語)》, 《후항설백물어(後巷説百物語)》가 있으며 《후항설백물어》는 2003년 130회 나오키 상을 받았다.

## 개요
무대는 에도 시대 말기의 덴포 시기. 풀리지 않는 원한, 한쪽을 좋게 하면 다른 한쪽은 좋지 않은 복잡한 문제를 돈을 받고 요괴를 통해 해결하는 악당들의 활약을 그린 작품이다. 저자의 백귀야행 시리즈가 요괴의 짓으로 보이는 신기한 사건을 과학적·논리적으로 풀어 해결하는 것에 비해, 반대로 이 시리즈는 사람의 마음속 근심을 요괴 짓으로 하여 해결하려는 점이 특징이다.
《항설백물어》《속항설백물어》는 어행사 마타이치와 우연히 엮이게 된 뒤 그를 돕고 사건의 진상을 듣는, 수수께끼 작가 지망생·야마오카 모모스케를 중심으로 그린 이야기다. 이어지는 《속항설백물어》에서는 유신을 거쳐 메이지 시대로 바뀐 뒤, 항간에 떠도는 기묘한 사건을 해결하려 하는 4인조와 그들에게 지혜를 빌려주는 잇바쿠 노인, 즉 야마오카 모모스케의 옛날이야기로 스토리가 진행된다. 그리고 《전 항설백물어》는 야마오카 모모스케와 만나기 전의 마타이치 일행의 이야기다. 《괴》에서는 《서항설백물어(西巷説百物語)》가 연재되고 있다.
또한, 시대설정은 《후한설》에서 역산된 것이며, 본래의 무대는 막연한 〈에도 시대〉로서 시기를 특정하지 않고 그려졌다.
작품 속에 등장하는 요괴들은 타케하라 슌센의 일본화집 《회본백물어》이다.

## 주요 등장인물
마타이치(종종걸음 곱사등, 부적팔이)
하얀 천을 뒤집어쓴 남자로, 능변으로 사람을 잘 속이는 악당. 에도시대 말투를 사용하며 1인칭이 야츠가레(奴)이다. 퇴마 부적을 파는 중인 것처럼 행세하지만, 실제로는 신도 부처도 믿지 않는 무신론자. 어르고 달래거나, 협박하는 등 온갖 속임수로 처치하기 곤란한 일이나, 처벌할 수 없는 악당들을 돈을 받고 청부살인 한다. 그러나 이를 해결하는 방식은 보통 사람은 할 수 없는 요괴의 짓으로 꾸며 처리한다. 또한, 일이 끝나면 반드시 종을 울리며 '명령 받들어 행하나이다'라고 외친 후 마무리 짓는다. (이 과정을 작업이라 한다.) 따라서 요괴의 존재는 사건 속에 처음부터 등장하거나, 작업의 하나로 사용되기도 한다. 성격은 매우 표연하며, 입이 거칠고 가까운 동료에게는 거침없이 악담해댄다. 사람의 마음을 사로잡는데 뛰어나 사람을 잘 속이며, 팔 힘이 좋다. 정 때문에 행동하는 일은 별로 없지만, 치헤이의 복수를 도와주기도 하고, 위험한 행동을 하려는 오긴에게 충고하는 등 동료를 생각하는 면도 있다. 이야기꾼인 모모스케에게 항상 겸손하게 대하고 일선을 긋고 있지만, 이것은 건실한 모모스케에게 폐를 끼치지 않으려는 그 나름의 배려이다. 여자 시체를 싫어해 변사를 꺼린다. (실제로 작업 중이라도 직접 시체에 손을 대는 일은 거의 없다.) 〈아즈키 아라이〉작업 중에 모모스케와 만난 뒤 종종 그와 휘말리게 되었다. 현실과 뒷세계의 경계에 서 있는 모모스케가 자신들과의 경계를 넘어오지 않게 거리를 두고 신경을 쓰고 있지만, 〈유령선〉에서 오긴의 발언이나 마지막에 취한 행동으로 미루어보아 모모스케의 입장이나 신분을 이용한 것이 아니라 그 나름대로 정이 생긴듯하다. 트레이드 마크인 백의는 애초 '길바닥에 쓰러진 퇴마사에게서 벗겨 낸 것'이라고 주장하고 있지만, 그것은 과거의 어떤 사건과 관계된 것으로 스스로 희생이 된 인물의 유품인 동시에 마타이치와 뒷세계가 깊은 연관을 맺게 된 계기가 된 특별한 물건이다.
야마오카 모모스케(글쟁이)
세끼 밥보다 괴담·기담을 더 좋아하는 괴짜 희극 작가지망생. 평소에는 아이용 수수께끼를 짓는 〈글쟁이〉로 생계를 유지하고 있지만 언젠가는 여러 곳을 유랑하며 신기한 이야기나 무서운 이야기를 모아 괴담집을 만들겠다는 꿈을 안고 있다. 원래는 무사 집안이었으나 가난 때문에 거상 〈이코마야〉의 양자로 들어가 후계자가 되었지만, 상재에 재능이 없음을 알고 양부가 죽은 뒤 재산을 모두 지배인에게 양도한 뒤 글쟁이가 되었다. 성격은 매우 온화하고 정중하며, 연애에는 매우 둔하다. 사람을 보는 눈에는 자신이 있으며, 덕분에 혼자 여행을 하는 중에 위험한 일을 만나지 않는 것으로 생각한다. 그 반면 너무 겸허한 구석이 있어, 은거 뒤에도 가게 사람들의 신세를 지고 있는 것에 죄책감을 느끼고 스스로 밥벌레라 평한다. 또한, 이 시대에는 보기 드문 근대적인 사고를 하는 사람으로 불가사의한 이야기를 좋아하지만, 피나 잔혹한 것, 사람을 불행하게 하는 부류의 잘못된 생각이나 직업차별을 싫어한다. 여행 도중 비를 피한 곳에서 작업 중이던 마타이치 일행과 만나 엮이게 된 뒤, 무의식이든 고의적이든 작업을 돕게 된다. 한편으로는 마타이치를 어딘가 초자연적인 존재로 보고 있으며, 악당이라 평하면서도 도에 어긋난 짓은 하지 않는 인품에 끌려 어느 틈엔가 '저쪽' 세계에 가는 것을 갈망하게 된다. 마타이치의 능변에 넘어갈까 경계하고 있지만, 꿈속에서 들리는 종소리에 안심감을 느끼기도 하며, 신용할 순 없지만, 신뢰는 하는 듯하다. 일에 따라 그에게 참견하기도 하고 묵과하기도 하지만, 마타이치의 잘린 목(물론 가짜지만)을 보고 정신을 잃거나, 허무감을 느끼는 등 모모스케에게 있어 그들은 중요한 위치를 차지하고 있는 듯하다.
오긴(인형술사)
치헤이(변장술사)
도쿠지로
고우에몬

## 소설

### 일어판
- 항설백물어

- 4·6판 1999년 ISBN 4-04-873163-7
- C・NOVELS 2002년 ISBN 4-12-500749-7
- 가도카와 분코 2003년 ISBN 4-04-362002-0

- 속항설백물어

- 4·6판 2001년 ISBN 4-04-873300-1
- C・NOVELS 2003년 ISBN 4-12-500816-7
- 가도카와 분코 2005년 ISBN 4-12-500816-7

- 후항설백물어

- 4·6판 2003년 ISBN 4-04-873501-2
- C・NOVELS 2006년 ISBN 4-12-500933-3
- 가도카와 분코 2007년 ISBN 4-04-362004-7

- 전항설백물어

- 4·6판 2007년 ISBN 4-04-873501-2
- C・NOVELS 2009년 ISBN 4-12-500933-3
- 가도카와 분코 2009년

- 서항설백물어

- 4·6판 2010년 ISBN 4-04-874054-7

관련작품
- 《아야카시의 연회 오토기조시》(미즈키 시게루 감수) PHP문고 2001년 ISBN 4-569-57647-8

- 〈아즈키아라이〉(《항설백물어》에 수록되어 있음)

### 한국어 번역본
- 항설백물어(비채) 2009, ISBN 978-89-92036-92-4
- 속항설백물어(비채) 2011, ISBN 978-89-94343-33-4

## 만화
만화 항설백물어 가도카와 쇼텐 2001년 3월 27일 발매 ISBN 4-04-853306-1
미즈키 시게루의 어시스턴트인 모리노 타츠야가 만화화. 〈아즈키아라이〉,〈白蔵主〉수록
항설백물어 (리드사 출판)
히다카 타테오작화. 리드사에서 발행하는 시대극 만화잡지 〈코믹 란(コミック乱)〉에 연재. 소설 〈항설백물어〉 〈속항설백물어〉를 시대순으로 만화화.
- 1권　2008년 4월 28일 발매 ISBN 978-4-8458-3602-4
- 2권　2009년 2월 10일 발매 ISBN 978-4-8458-3603-1
- 3권　2009년 9월 11일 발매 ISBN 978-4-8458-3604-8

## TV 애니메이션
쿄고쿠 나츠히코 항설백물어라는 타이틀로 주부닛폰 방송(CBC) RKB 마이니치 방송 주고쿠 방송(RCC) 외에서 2003년 10월부터 방송 시작. 총 13화.
- RCC의 유일한 심야 애니메이션이며, RKB도 심야 애니메이션으로 처음 방영된 작품이다.
- 작품 중 쿄고쿠도라는 캐릭터는 작가의 의식이 반영된 캐릭터이며, 성우도 작가가 맡았다.
- 스카이퍼펙TV!에서는 키즈 스테이션에서 방영된 뒤, 애니맥스에서도 방영되었다.
- 2007년 10월 6일부터 RCC에서도 재방송되었다.(RCC에서 심야 애니메이션이 재방송되는 것은 매우 드문 일이다.)
- 전반은 원작을 따르고 있지만 이야기 후반은 환타지 경향이 상당히 강해졌다.

### 스탭
- 원작 - 쿄고쿠 나츠히코
- 감독 - 토노카츠 히데키
- 시리즈 구성 - 후지오카 미요
- 각본 - 타카하시 히로시, 무라이 사다유키, 카미하라 타야
- 캐릭터 디자인 - 미야 시게유키
- 미술감독 - 미야노 타카시
- 색체설정 - 니시 카요코
- CG 디렉터/ 타이틀 디자인 / OP&ED 그림콘티 - 시모야마 싱고
- 촬영감독 - 오츠보 사토시
- 음악 - 하이시마 쿠니아키
- 음향감독 - 나카노 토오루
- 프로듀서 - 오오이시 유토, 무라타 유이치, 오카자키 타케유키
- 애니메이션 제작 - TMS 엔터테인먼트

### 캐스트
- 마타이치 - 나카오 류세이
- 오긴 - 코바야시 사나에
- 나가미미 - 와카모토 노리오
- 야마오카 모모스케 - 세키 토시히코
- 백귀·흑귀 - 노자와 마사코
- 쿄고쿠도 - 쿄고쿠 나츠히코

### 주제가
- 오프닝 테마

The Flame
노래 - 케이코 리
- 엔딩 테마

더 모멘츠 오브 러브
노래 - 케이코 리